# 75 mm/50 Model 1922/1924/1927
75mm/50 Model 1922/1924/1927 — семейство 75-миллиметровых корабельных зенитных орудий, разработанных и производившихся во Франции концерном «Шнейдер». Состояло на вооружении ВМС Франции. Предназначалось для вооружения кораблей всех классов. Его носителями во французском флоте были линкоры типа «Бретань», авианосец «Беарн», тяжёлые крейсера типа «Дюкень», а также тяжёлый крейсер «Сюффрен». Кроме того, этими орудиями вооружались лёгкие крейсера типа «Дюгэ Труэн», учебный крейсер «Жанна д’Арк», контрминоносцы типа «Ягуар», эскадренные миноносцы типа «Бурраск» и «Л’Адруа». Само орудия в различных модификациях оставалось неизменным, отличия касались лишь конструкции установки. Орудие быстро устарело, поэтому в дальнейшем было создано орудие 90mm/50 Model 1926.
В 1928 году 14 орудий было закуплено Польшей для береговой обороны.

## Конструкция
Орудие 75mm/50 Model 1922/1924/1927 конструктивно представляло собой 75-мм пушку образца 1902 года, разработанную фирмой «Шнейдер», но с увеличенной до 50 калибров длиной ствола.